# Félix Pisani
Félix Pisani (Costantinopoli, 28 aprile 1831 – Parigi, 7 novembre 1920) è stato un mineralogista francese.

## Biografia
Nacque a Istanbul, dove il padre veneziano lavorò nel servizio diplomatico russo. A partire dal 1854, studiò chimica a Parigi in una scuola privata gestita da Charles Frédéric Gerhardt (1816-1856).
Meglio conosciuto come commerciante di minerali e altri materiali geologici, Pisani gestì un laboratorio privato in Rue de Furstenberg a Parigi, dove insegnò privatamente e svolgeva attività di consulenza. Il suo laboratorio era un popolare luogo di incontro dei mineralogisti locali fino alla creazione della Société minéralogique de France nel 1878, di cui Pisani era socio fondatore.
Il suo principale lavoro scritto fu Traité élémentaire de minéralogie ("Trattato elementare di mineralogia"), pubblicato per la prima volta nel 1875. Nel 1860, il minerale pisanite fu battezzato in suo onore da Gustav Adolph Kenngott.